# Prospect (Ausstellung)
Prospect ist der Titel einer Ausstellungsreihe mit Kunst der Avantgarde, die in der Kunsthalle Düsseldorf von 1968 bis 1976 veranstaltet wurde. Die Initiatoren waren Hans Strelow, Kunstkritiker und späterer Galerist, und der Galerist Konrad Fischer.

## Geschichte
Die Idee zu einer „Internationalen Vorschau auf die Kunst in den Galerien der Avantgarde“ (so der Untertitel der Schau) entstand zum Teil als Reaktion auf den 1. Kölner Kunstmarkt 1967, der sich ausschließlich auf das Programm deutscher Galerien beschränkte.
Die Initiatoren erstellten eine Vorschlagsliste mit avantgardistischen Künstlern der damaligen Zeit, also vor allem der Minimal Art, Land Art, Arte Povera und Konzeptkunst. Die Vorschläge wurden einem Komitee von international angesehenen Experten vorgelegt, die darüber abstimmten und selbst Vorschläge machen konnten.
Die Galerien der so ausgewählten Künstler wurden daraufhin eingeladen. Die Ausstellung dauerte jeweils etwa zehn Tage.
Insgesamt wurden fünf Ausstellungen unter dem Haupttitel Prospect durchgeführt, die letzten drei mit einem Thema: 1968, 1969, 1971 Projektion, 1973 Maler, Painters, Peintres, 1976 Retrospect.

## Bedeutung und Nachhaltigkeit
Besonders nachhaltig wirkten die Ausstellungen Prospect 68, 69 und 71. Sie gelten als programmatisch für die verschiedenen Kunstströmungen der damaligen Zeit (Prospect 68 und 69) sowie für die Foto-, Film- und Videokunst (Prospekt 71 – Projection).  Prospect 73 – Maler, Painters, Peintres informierte über aktuelle Tendenzen in der Malerei. ProspectRestrospect 1976 gab eine Übersicht relevanter Ausstellungen in Europa von 1946 bis 1976.

### Teilnehmende Künstler

#### Prospect 68
- Isaac Abrams
- Roy Adzak
- Getulio Alviani
- Carl Andre
- Giovanni Anselmo
- Shūsaku Arakawa
- Allen Atwell
- Edward Avedisian
- W. Darby Bannard
- Joseph Beuys
- Peter Blake
- Alighiero E. Boetti
- Agostino Bonalumi
- Bob Bonies
- Roland Brener
- Marcel Broodthaers
- Mark Brusse
- Pier Paolo Calzolari
- Giuseppe Capogrossi
- Malcolm Carder
- Patrick Caulfield
- Mario Ceroli
- César
- Christo
- Allan D’ Arcangelo
- Ad Dekkers
- Robyn Denny
- Jim Dine
- Tom Doyle
- David Evison
- Michael Farrell
- Laura Grisi
- Paul Harris
- Jann Haworth
- Al Held
- Peter Hide
- Howard Hodgkin
- Gordon House
- Alfred Jensen
- Alain Jacquet
- Edward Kienholz
- Phillip King
- R. B. Kitaj
- Peter Klasen
- Hans Koetsier
- Gerald Laing
- David Lamelas
- John Latham
- Liliane Lijn
- Kim Lim
- Bernd Lohaus
- Richard P. Lohse
- Bernhard Luginbühl
- Adolf Luther
- Robert Malaval
- Jos Manders
- Walter de Maria
- Robert Matiello
- Rory McEwen
- Mario Merz
- Francois Monchatre
- Nicolas Monro
- Robert Morris
- Bruce Nauman
- Blinky Palermo
- Panamarenko
- Gianni Piacentino
- Kenneth Price
- Emilio Prini
- Jean-Pierre Raynaud
- Erich Reusch
- Fabio Rieti
- Charles Ross
- Reiner Ruthenbeck
- Fred Sandback
- Jean-Michel Sanejouand
- Emilio Scanavino
- Paolo Scheggi
- Colin Self
- Richard Smith
- Robert Smithson
- Kenneth Snelson
- Michael Steiner
- Peter Struycken
- Paul Thek
- Tomonori Toyofuku
- William Tucker
- Nicolas Uriburu
- Bernar Venet
- André Volten
- John Walker
- Robert Yasuda
- Gilberto Zorio

#### Prospect 69
- Carl Andre
- Robert Barry
- Bernd und Hilla Becher
- Lynda Benglis
- Joseph Beuys
- Mel Bochner
- Alighiero E. Boetti
- Stanley Brouwn
- Daniel Buren
- Pier Paolo Calzolari
- Ron Cooper
- Hanne Darboven
- Jan Dibbets
- Dan Flavin
- Giorgio Griffa
- Bruno Gronen
- Hans Haacke
- Michael Heizer
- Juan Hidalgo
- Hans Hollein
- Douglas Huebler
- Donald Judd
- Joseph Kosuth
- Jannis Kounellis
- David Lamelas
- Sol LeWitt
- Walter Marchetti
- Brice Marden
- Walter De Maria
- Eliseo Mattiacci
- Doug Ohlson
- Dennis Oppenheim
- Blinky Palermo
- Giuseppe Penone
- Sigmar Polke
- David Prentice
- Emilio Prini
- Markus Raetz
- Gerhard Richter
- Charles Ross
- Reiner Ruthenbeck
- Robert Ryman
- Fred Sandback
- Jean-Frédéric Schnyder
- Robert Smithson
- Niele Toroni
- Cy Twombly
- Franz Erhard Walther
- Andy Warhol
- Lawrence Weiner
- Doug Wheeler

#### Prospect 71
- Vito Acconci
- Bas Jan Ader
- John Baldessari
- Robert Barry
- Bernd und Hilla Becher
- Ben Vautier
- Joseph Beuys
- Claus Böhmler
- Christian Boltanski
- Ian Breakwell
- K. P. Brehmer
- Stig Broegger
- Marcel Broodthaers
- Stanley Brouwn
- Victor Burgin
- John Chamberlain
- Chuck Close
- Robert Cutforth
- Hanne Darboven
- Gino De Dominicis
- Walter De Maria
- Jan Dibbets
- Ger van Elk
- Barry Flanagan
- Terry Fox
- Hollis Frampton
- Howard Fried
- Hamish Fulton
- Gilbert & George
- Dan Graham
- Nancy Graves
- Hans Haacke
- David Hall
- Richard Hamilton
- Michael Heizer
- John Hilliard
- K. H. Hödicke
- Robert Huot
- Lee Jaffe
- Imi Knoebel
- David Lamelas
- John Latham
- Barry Le Va
- Les Levine
- Richard Long
- Bruce McLean
- Mario Merz
- Tony Morgan
- Robert Morris
- Bruce Nauman
- Claes Oldenburg
- Dennis Oppenheim
- A. R. Penck
- Marinella Pirelli Lotto
- Brigid Polk
- Sigmar Polke
- Carl Fredrik Reuterswärd
- Gerhard Richter
- Klaus Rinke
- Peter Roehr
- Charles Ross
- Ulrich Rückriem
- Salvo
- Richard Serra
- Robert Smithson
- Michael Snow
- Keith Sonnier
- Petr Štembera
- David Tremlett
- Günther Uecker
- Wolf Vostell
- Franz Erhard Walther
- Andy Warhol
- William Wegman
- Lawrence Weiner
- LaMonte Young

#### Prospect 73
- Jo Baer
- Georg Baselitz
- Carlo Battaglia
- Jaap Berghuis
- Louis Cane
- Alan Charlton
- David Diao
- William Dutterer
- Ulrich Erben
- Franz Gertsch
- Raimund Girke
- Alan Green
- Gotthard Graubner
- Giorgio Griffa
- Jean-Olivier Hucleux
- Ralph Humphrey
- Ellsworth Kelly
- Konrad Klapheck
- Imi Knoebel
- Roy Lichtenstein
- Markus Lüpertz
- Robert Mangold
- Brice Marden
- David Novros
- Jules Olitski
- Frank Owen
- Blinky Palermo
- A. R. Penck
- Sigmar Polke
- Larry Poons
- Edda Renouf
- Gerhard Richter
- Robert Ryman
- Ben Schonzeit
- Norbert Tadeusz
- Cy Twombly
- Jef Verheyen
- Claudio Verna
- Jerry Zeniuk
- Joe Zucker